# 高峰乡 (定西市)
高峰乡，是中华人民共和国甘肃省定西市安定区下辖的一个乡镇级行政单位。

## 行政区划
高峰乡下辖以下地区：
麻地湾村、牌坊村、关庄村、贡马村、陈门寨村、坪湾村、明星村、红堡村、红光村、马营村和新泉村。